# Liste des herbes kampo
La médecine kampō (ou kanpō, 漢方) est l'étude et l'adaptation japonaises de la médecine traditionnelle chinoise. En 1967, le ministère japonais de la Santé, du Travail et des Affaires sociales a approuvé le remboursement de quatre médicaments kampo dans le cadre du programme national d'assurance maladie (NHI). En 1976, 82 médicaments kampo ont été approuvés par le ministère de la Santé, du Travail et du Bien-être. Actuellement, 148 médicaments kampo sont approuvés pour remboursement.
La 14e édition de la Pharmacopée japonaise (JP) (日本薬局方 Nihon yakkyokuhō) répertorie 165 ingrédients à base de plantes dont l'utilisation dans les remèdes kampo est approuvée.
Tsumura (ツ ム ラ) est la principale entreprise fabriquant 128 des 148 médicaments kampo. La colonne "count" indique dans combien de ces 128 formules l'herbe se trouve. L'herbe la plus commune est Glycyrrhizae Radix (racine de réglisse chinoise) qui est dans 94 des 128 formules de Tsumura. D'autres herbes communes sont par exemple Zingiberis Rhizoma (gingembre) (51 formules sur 128) et Paeoniae Radix (racine de pivoine chinoise) (44 formules sur 128).
| Name                                    | Nom commun (en anglais)                      | Kanji     | Katakana         | Pinyin              | Chinese (T) | Chinese (S) | Genus species                       | Count |
| --------------------------------------- | -------------------------------------------- | --------- | ---------------- | ------------------- | ----------- | ----------- | ----------------------------------- | ----- |
| Achyranthis Radix                       | achyranthis root                             | 牛膝      | ゴシツ           | niú xī              | 牛膝        | 牛膝        | Achyranthes fauriei                 | 3     |
| Aconiti Rhizoma                         | Carmichael's monkshood rhizome               | 附子      | ブシ             | fù zǐ               | 附子        | 附子        | Aconitum carmichaelii               | 6     |
| Akebiae Caulis                          | chocolate vine stem                          | 木通      | モクツウ         | mù tōng             | 木通        | 木通        | Akebia quinata                      | 5     |
| Alismatis Rhizoma                       | water plantain rhizome                       | 沢瀉      | タクシャ         | zé xiè              | 澤瀉        | 泽泻        | Alisma orientale                    | 14    |
| Alpiniae Officinari Rhizoma             | lesser galangal rhizome                      | 良姜      | リョウキョウ     | liáng jiāng         | 良薑        | 良姜        | Alpinia officinarum                 | 1     |
| Amomi Semen                             | black cardamom seed                          | 縮砂      | シュクシャ       | shā rén             | 砂仁        | 砂仁        | Amomum xanthioides                  | 1     |
| Anemarrhenae Rhizoma                    | anemarrhena rhizome                          | 知母      | チモ             | zhī mǔ              | 知母        | 知母        | Anemarrhena asphodeloides           | 6     |
| Angelicae Dahuricae Radix               | angelica root                                | 白芷      | ビャクシ         | bái zhǐ             | 白芷        | 白芷        | Angelica dahurica                   | 5     |
| Angelicae Radix                         | Chinese angelica root                        | 当帰      | トウキ           | dāng guī            | 當歸        | 当归        | Angelica acutiloba                  | 37    |
| Araliae Cordatae Radix                  | Japanese spikenard root                      | 和羌活    | ワキョウカツ     | tǔ dāng guī         | 土當歸      | 土当归      | Aralia cordata                      | 1     |
| Araliae Cordatae Rhizoma                | Japanese spikenard rhizome                   | 独活      | ドッカツ         | tǔ dāng guī         | 土當歸      | 土当归      | Aralia cordata                      | 1     |
| Arctii Fructus                          | greater burdock fruit                        | 牛蒡子    | ゴボウシ         | niú bàng zǐ         | 牛蒡子      | 牛蒡子      | Arctium lappa                       | 2     |
| Arecae Semen                            | betel nut areca nut                          | 檳榔子    | ビンロウジ       | bīng láng/ bīn láng | 檳榔        | 槟榔        | Areca catechu                       | 1     |
| Arisaematis Rhizoma                     | arisaema rhizome                             | 天南星    | テンナンショウ   | tiān nán xīng       | 天南星      | 天南星      | Arisaema heterophyllum              | 1     |
| Artemisiae Capillari Flos               | wormwood flower, mugwort flower              | 茵蔯蒿    | インチンコウ     | yīn chén hāo        | 茵陳蒿      | 茵陈蒿      | Artemisia capillaris                | 2     |
| Artemisiae Folium                       | wormwood leaf, mugwort leaf                  | 艾葉      | ガイヨウ         | ài yè               | 艾葉        | 艾叶        | Artemisia princeps                  | 1     |
| Asiasari Radix                          | Chinese wild ginger root                     | 細辛      | サイシン         | xì xīn              | 細辛        | 细辛        | Asarum sieboldii                    | 5     |
| Asini Corii Collas                      | collagen                                     | 阿膠      | アキョウ         | ē jiāo              | 阿膠        | 阿胶        |                                     | 5     |
| Asparagi Radix                          | asparagus root                               | 天門冬    | テンモンドウ     | tiān mén dōng       | 天門冬      | 天门冬      | Asparagus cochinchinensis           | 2     |
| Astragali Radix                         | astragalus root                              | 黄耆      | オウギ           | huáng qí            | 黃蓍        | 黄芪        | Astragalus membranaceus             | 14    |
| Atractylodis Lanceae Rhizoma            | atractylodes rhizome                         | 蒼朮      | ソウジュツ       | cāng zhú            | 蒼朮        | 苍术        | Atractylodes lancea                 | 34    |
| Atractylodis Rhizoma                    | white atractylodes rhizome                   | 白朮      | ビャクジュツ     | bái zhú             | 白朮        | 白术        | Atractylodes japonica               | 8     |
| Aurantii Fructus Immaturus              | unripe bitter orange                         | 枳実      | キジツ           | zhǐ shí             | 枳實        | 枳实        | Citrus aurantium                    | 14    |
| Aurantii Nobilis Pericarpium            | aged mikan orange peel                       | 陳皮      | チンピ           | chén pí             | 陳皮        | 陈皮        | Citrus unshiu                       | 24    |
| Bambusae Caulis, Phyllostachysis Caulis | bamboo shavings                              | 竹筎      | チクジョ         | zhú rú              | 竹茹        | 竹茹        | Bambusa tuldoides                   | 2     |
| Benincasae Semen                        | winter melon seed                            | 冬瓜子    | トウガシ         | dōng guā zǐ         | 冬瓜子      | 冬瓜子      | Benincasa cerifera                  | 1     |
| Bovis Bezoar                            | cattle gallstone calculus bovis              | 牛黄      | ゴオウ           | niú huáng           | 牛黃        | 牛黄        | Bos taurus                          | 0     |
| Bupleuri Radix                          | bupleurum root                               | 柴胡      | サイコ           | chái hú             | 柴胡        | 柴胡        | Bupleurum falcatum                  | 22    |
| Camelliae Folium                        | tea leaf                                     | 茶葉      | チャヨウ         | chá yè              | 茶葉        | 茶叶        | Camellia sinensis                   | 1     |
| Cannabis Fructus                        | hemp fruit                                   | 麻子仁    | マシニン         | má zǐ rén           | 麻子仁      | 麻子仁      | Cannabis sativa                     | 3     |
| Carthami Flos                           | safflower flower                             | 紅花      | コウカ           | hóng huā            | 紅花        | 红花        | Carthamus tinctorius                | 2     |
| Caryophylli Flos                        | clove flower                                 | 丁子      | チョウジ         | dīng zǐ             | 丁子        | 丁子        | Syzygium aromaticum                 | 2     |
| Cassiae Semen                           | senna seed                                   | 決明子    | ケツメイシ       | jué míng zǐ         | 決明子      | 决明子      | Senna obtusifolia (formerly Cassia) | 0     |
| Chrysanthemi Flos                       | chrysanthemum flower                         | 菊花      | キッカ           | jú huā              | 菊花        | 菊花        | Chrysanthemum morifolium            | 1     |
| Cicadae Periostracum                    | cicada molting                               | 蝉退      | ゼンタイ         | chán tuì            | 蟬退        | 蝉退        | Cryptotympana tustulata             | 1     |
| Cimicifugae Rhizoma                     | bugbane rhizome, cohosh rhizome              | 升麻      | ショウマ         | shēng má            | 升麻        | 升麻        | Cimicifuga simplex                  | 5     |
| Cinnamomi Cortex                        | Chinese cinnamon bark                        | 桂皮      | ケイヒ           | guì pí              | 桂皮        | 桂皮        | Cinnamomum cassia                   | 39    |
| Clematidis Radix                        | clematis root                                | 威霊仙    | イレイセン       | wēi líng xiān       | 威靈仙      | 威灵仙      | Clematis chinensis                  | 2     |
| Cnidii Rhizoma                          | cnidium root                                 | 川芎      | センキュウ       | chuān xiōng         | 川芎        | 川芎        | Cnidium officinale                  | 25    |
| Coicis Semen                            | Job's Tears seed                             | 薏苡仁    | ヨクイニン       | yì yǐ rén           | 薏苡仁      | 薏苡仁      | Coix lacryma                        | 3     |
| Coptidis Rhizoma                        | goldenthread rhizome                         | 黄連      | オウレン         | huáng lián          | 黃連        | 黄连        | Coptis japonica                     | 11    |
| Corni Fructus                           | Japanese cornel fruit                        | 山茱萸    | サンシュユ       | shān zhū yú         | 山茱萸      | 山茱萸      | Cornus officinalis                  | 3     |
| Corydalis Rhizoma                       | corydalis rhizome                            | 延胡索    | エンゴサク       | yán hú suǒ          | 延胡索      | 延胡索      | Corydalis turtschaninovii           | 1     |
| Crassostreae Testa                      | pacific oyster shell                         | 牡蛎      | ボレイ           | mǔ lì               | 牡蠣        | 牡蛎        | Crassostrea gigas                   | 4     |
| Crataegi Fructus                        | Japanese hawthorn fruit                      | 山楂子    | サンザシ         | shān zhā            | 山楂        | 山楂        | Crataegus cuneata                   | 1     |
| Crotonis Semen                          | rushfoil seed, croton seed                   | 巴豆      | ハズ             | bā dòu              | 巴豆        | 巴豆        | Croton tiglium                      | 0     |
| Cyperi Rhizoma                          | nut-grass rhizome                            | 香附子    | コウブシ         | xiāng fù zǐ         | 香附子      | 香附子      | Cyperus rotundus                    | 6     |
| Dioscoreae Rhizoma                      | Chinese yam rhizome                          | 山薬      | サンヤク         | shān yào            | 山藥        | 山药        | Dioscorea japonica D. opposita      | 4     |
| Ephedra                                 | ephedra herb                                 | 麻黄      | マオウ           | má huáng            | 麻黃        | 麻黄        | Ephedra sinica                      | 13    |
| Eriobotryae Folium                      | loquat leaf                                  | 枇杷葉    | ビワヨウ         | pí pá yè            | 枇杷葉      | 枇杷叶      | Eriobotrya japonica                 | 1     |
| Eucommiae Cortex                        | eucommia bark                                | 杜仲      | トチュウ         | dù zhòng            | 杜仲        | 杜仲        | Eucommia ulmoides                   | 1     |
| Eupolyphaga                             | ground beetle, wingless cockroach            | 庶虫(1)   | シャチュウ       | tǔ biē chóng        | 土鱉蟲      | 土鳖虫      | Eupolyphaga sinensis                | 0     |
| Fel Ursi                                | bear gallbladder                             | 熊胆      | ユウタン         | xióng dǎn           | 熊膽        | 熊胆        | Ursus arctos                        | 0     |
| Foeniculi Fructus                       | fennel fruit                                 | 茴香      | ウイキョウ       | huí xiāng           | 茴香        | 茴香        | Foeniculum vulgare                  | 1     |
| Forsythiae Fructus                      | forsythia fruit                              | 連翹      | レンギョウ       | lián qiào           | 連翹        | 连翘        | Forsythia suspensa                  | 5     |
| Fossilia Ossis Mastodi                  | dragon bone, fossilized vertebrae and bones  | 竜骨      | リュウコツ       | lóng gǔ             | 龍骨        | 龙骨        |                                     | 2     |
| Fritillariae Bulbus                     | fritillaria bulb                             | 貝母      | バイモ           | bèi mǔ              | 貝母        | 贝母        | Fritillaria verticillata            | 2     |
| Gardeniae Fructus                       | gardenia fruit                               | 山梔子    | サンシシ         | shān zhī zǐ         | 山梔子      | 山栀子      | Gardenia jasminoides                | 13    |
| Gastrodiae Rhizoma                      | gastrodia rhizome                            | 天麻      | テンマ           | tiān má             | 天麻        | 天麻        | Gastrodia elata                     | 1     |
| Gentianae Scabrae Radix                 | Chinese gentian root                         | 竜胆      | リュウタン       | lóng dǎn caǒ        | 龍膽草      | 龙胆草      | Gentiana scabra                     | 3     |
| Glehniae Radix Cum Rhizoma              | glehnia rhizome                              | 浜防風    | ハマボウフウ     | běi shā shēn        | 北沙參      | 北沙参      | Glehnia littoralis                  | 1     |
| Glycyrrhizae Radix                      | Chinese liquorice root                       | 甘草      | カンゾウ         | gān cǎo             | 甘草        | 甘草        | Glycyrrhiza uralensis               | 94    |
| Glycyrrhizae Radix preparata            | Chinese liquorice root                       | 炙甘草    | シャカンゾウ     | zhì gān cǎo         | 炙甘草      | 炙甘草      | Glycyrrhiza uralensis               | 1     |
| Gypsum Fibrosum                         | gypsum mineral                               | 石膏      | セッコウ         | shí gāo             | 石膏        | 石膏        |                                     | 10    |
| Hordei Fructus Germinatus               | barley sprout                                | 麦芽      | バクガ           | mài yá              | 麥芽        | 麦芽        | Hordeum vulgare                     | 1     |
| Houttuyniae Herba                       | houttuynia herb                              | 十薬      | ジュウヤク       | shí yào             | 十藥        | 十药        | Houttuynia cordata                  | 0     |
| Leonuri Herba                           | Chinese motherwort herb                      | 益母草    | ヤクモソウ       | yì mǔ cǎo           | 益母草      | 益母草      | Leonurus japonicus                  | 0     |
| Lilii Bulbus                            | tiger lily bulb                              | 百合      | ビャクゴウ       | bǎi hé              | 百合        | 百合        | Lilium lancifolium                  | 1     |
| Linderae Radix                          | spicebush root, benjamin bush root           | 烏薬      | ウヤク           | wū yào              | 烏樂        | 乌乐        | Lindera strychnifolia               | 0     |
| Lithospermi Radix                       | lithospermum root                            | 紫根      | シコン           | zǐ gēn              | 紫根        | 紫根        | Lithospermum erythrorhizon          | 0     |
| Longan Arillus                          | longan fruit flesh                           | 竜眼肉    | リュウガンニク   | lóng yǎn ròu        | 龍眼肉      | 龙眼肉      | Euphoria longana                    | 2     |
| Lonicerae Folium Cum Caulis             | Japanese honeysuckle stem                    | 忍冬      | ニンドウ         | rěn dōng téng       | 忍冬藤      | 忍冬疼      | Lonicera japonica                   | 1     |
| Lycii Cortex                            | wolfberry tree bark                          | 地骨皮    | ジコッピ         | dì gǔ pí            | 地骨皮      | 地骨皮      | Lycium chinense                     | 2     |
| Lycii Fructus                           | wolfberry tree fruit                         | 枸杞子    | クコシ           | gǒu qǐ zǐ           | 枸杞子      | 枸杞子      | Lycium chinense                     | 0     |
| Magnoliae Cortex                        | houpu magnolia bark                          | 厚朴      | コウボク         | hòu pò              | 厚朴        | 厚朴        | Magnolia officinalis                | 12    |
| Magnoliae Flos                          | willow-leafed magnolia flower                | 辛夷      | シンイ           | xīn yí              | 辛夷        | 辛夷        | Magnolia salicifolia                | 2     |
| Menthae Herba                           | wild mint herb                               | 薄荷      | ハッカ           | bò hé               | 薄荷        | 薄荷        | Mentha arvensis                     | 7     |
| Mori Cortex                             | white mulberry bark                          | 桑白皮    | ソウハクヒ       | sāng bái pí         | 桑白皮      | 桑白皮      | Morus alba                          | 2     |
| Natrii Sulfus                           | sodium sulfate                               | 芒硝      | ボウショウ       | máng xiāo           | 芒硝        | 芒硝        |                                     | 6     |
| Nelumbis Semen                          | sacred lotus seed                            | 蓮肉      | レンニク         | lián ròu            | 蓮肉        | 莲肉        | Nelumbo nucifera                    | 2     |
| Notopterygii Rhizoma                    | notopterygium rhizome                        | 羌活      | キョウカツ       | qiāng huó           | 羌活        | 羌活        | Notopterygium incisum               | 3     |
| Nupharis Rhizoma                        | Japanese water lily rhizome                  | 川骨      | センコツ         | chuān gǔ            | 川骨        | 川骨        | Nuphar japonicum                    | 1     |
| Ophiopogonis Rhizoma                    | mondo grass rhizome                          | 麦門冬    | バクモンドウ     | mài mén dōng        | 麥門冬      | 麦门冬      | Ophiopogon japonicus                | 11    |
| Oryzae Semen                            | rice seed                                    | 粳米      | コウベイ         | jīng mǐ             | 粳米        | 粳米        | Oryza sativa                        | 2     |
| Paeoniae Moutan Cortex                  | tree peony bark                              | 牡丹皮    | ボタンピ         | mǔ dān pí           | 牡丹皮      | 牡丹皮      | Paeonia moutan                      | 8     |
| Paeoniae Radix                          | Chinese peony root                           | 芍薬      | シャクヤク       | sháo yào            | 芍藥        | 芍药        | Paeonia lactiflora                  | 44    |
| Panacis Ginseng Radix                   | ginseng root                                 | 人参      | ニンジン         | rén shēn            | 人參        | 人参        | Panax ginseng                       | 37    |
| Panacis Japonicus                       | Japanese ginseng root                        | 竹節人参  | チクセツニンジン | zhú jié rén shēn    | 竹節人參    | 竹节人参    | Panax japonicus                     | 0     |
| Perillae Herba                          | shiso herb, beefsteak plant                  | 蘇葉      | ソヨウ           | sū yè               | 蘇葉        | 苏叶        | Perilla frutescens                  | 6     |
| Persicae Semen                          | peach kernel                                 | 桃仁      | トウニン         | táo rén             | 桃仁        | 桃仁        | Prunus persica                      | 6     |
| Peucedani Radix                         | peucedanum root                              | 前胡      | ゼンコ           | qián hú             | 前胡        | 前胡        | Peucedanum praeruptorum             | 1     |
| Phellodendri Cortex                     | cork-tree bark                               | 黄柏      | オウバク         | huáng bǎi           | 黃柏        | 黄柏        | Phellodendron amurense              | 8     |
| Pinelliae Rhizoma                       | pinellia rhizome                             | 半夏      | ハンゲ           | bàn xià             | 半夏        | 半夏        | Pinellia ternata                    | 27    |
| Plantaginis Semen                       | Chinese plantain seed                        | 車前子    | シャゼンシ       | chē qián zǐ         | 車前子      | 车前子      | Plantago asiatica                   | 4     |
| Platycodi Radix                         | Chinese bellflower root, balloon flower root | 桔梗      | キキョウ         | jié gěng            | 桔梗        | 桔梗        | Platycodon grandiflorus             | 12    |
| Polygalae Radix                         | milkwort root, snakeroot                     | 遠志      | オンジ           | yuǎn zhì            | 遠志        | 远志        | Polygala tenuifolia                 | 3     |
| Polygoni Multiflori Radix               | Chinese knotweed root                        | 何首烏    | カシュウ         | hé shǒu wū          | 何首烏      | 何首乌      | Reynoutria multiflora               | 1     |
| Polyporus                               | polyporus mushroom                           | 猪苓      | チョレイ         | zhū líng            | 豬苓        | 猪苓        | Polyporus umbellatus                | 6     |
| Poria                                   | tuckahoe mushroom                            | 茯苓      | ブクリョウ       | fú líng             | 茯苓        | 茯苓        | Poria cocos                         | 46    |
| Prunus armeniaca                        | apricot kernel                               | 杏仁      | キョウニン       | xìng rén            | 杏仁        | 杏仁        | Prunus armeniaca                    | 9     |
| Puerariae Radix                         | kudzu root                                   | 葛根      | カッコン         | gé gēn              | 葛根        | 葛根        | Pueraria lobata                     | 4     |
| Quercus Cortex                          | sawtooth oak bark                            | 樸樕      | ボクソク         | xiàng shí           | 橡實        | 橡实        | Quercus acutissima                  | 2     |
| Rehmanniae Radix                        | Chinese foxglove root                        | 地黄      | ジオウ           | dì huáng            | 地黃        | 地黄        | Rehmannia glutinosa                 | 22    |
| Rhei Rhizoma                            | turkey rhubarb rhizome                       | 大黄      | ダイオウ         | dà huáng            | 大黃        | 大黄        | Rheum palmatum                      | 16    |
| Saccharum Granorum                      | ground sugar                                 | 膠飴      | コウイ           | jiāo yí             | 膠飴        | 胶饴        |                                     | 0     |
| Saposhnikoviae Radix                    | saposhnikovia root                           | 防風      | ボウフウ         | fáng fēng           | 防風        | 防风        | Saposhnikovia divaricata            | 11    |
| Sappan Lignum                           | sappan wood shavings                         | 蘇木      | ソボク           | sū mù               | 蘇木        | 苏木        | Biancaea sappan                     | 1     |
| Saussureae Radix                        | saw-wort root, snow lotus root               | 木香      | モッコウ         | mù xiāng            | 木香        | 木香        | Saussurea lappa                     | 3     |
| Schisandrae Fructus                     | schisandra fruit                             | 五味子    | ゴミシ           | wǔ wèi zǐ           | 五味子      | 五味子      | Schisandra chinensis                | 5     |
| Schizonepetae Spica                     | schizonepeta spikes                          | 荊芥      | ケイガイ         | jīng jìe            | 荊芥        | 荆芥        | Schizonepeta tenuifolia             | 8     |
| Scutellariae Radix                      | skullcap root                                | 黄芩      | オウゴン         | huáng qín           | 黃芩        | 黄芩        | Scutellaria baicalensis             | 27    |
| Sesami Semen                            | sesame seed                                  | 胡麻      | ゴマ             | hú má               | 胡麻        | 胡麻        | Sesamum indicum                     | 1     |
| Sinomeni Caulis et Rhizoma              | orient vine rhizome                          | 防已      | ボウイ           | qīng fēng téng      | 青風藤      | 青风藤      | Sinomenium acutum                   | 3     |
| Sophorae Radix                          | sophora root                                 | 苦参      | クジン           | kǔ shēn             | 苦參        | 苦参        | Sophora flavescens                  | 2     |
| Swertiae Herba                          | swertia herb                                 | 当薬      | トウヤク         | dāng yào            | 當藥        | 当药        | Swertia japonica                    | 0     |
| Talcum Crystallinum (Kadinum)           | talcum powder                                | 滑石      | カッセキ         | huá shí             | 滑石        | 滑石        |                                     | 4     |
| Tetradii Fructus                        | evodia fruit                                 | 呉茱萸    | ゴシュユ         | wú zhū yú           | 吳茱萸      | 吴茱萸      | Tetradium rutaecarpa                | 3     |
| Tribuli Fructus                         | puncture vine fruit                          | 蒺藜子(2) | シツリシ         | jí lí zǐ            | 蒺藜子      | 蒺藜子      | Tribulus terrestris                 | 1     |
| Trichosanthis Radix                     | trichosanthes root                           | 栝楼根    | カロコン         | guā lóu gēn         | 瓜蔞根      | 瓜蒌根      | Trichosanthes kirilowii             | 2     |
| Trichosanthis Semen                     | trichosanthes seed                           | 栝楼仁    | カロニン         | guā lóu rén         | 栝蔞仁      | 栝蒌仁      | Trichosanthes kirilowii             | 1     |
| Tritici Semen                           | wheat seed                                   | 小麦      | ショウバク       | xiǎo mài            | 小麥        | 小麦        | Triticum aestivum                   | 1     |
| Uncariae gambir                         | gambier extract                              | 阿仙薬    | アセンヤク       | ā xiān yào          | 阿仙藥      | 阿仙药      | Uncaria gambir                      | 0     |
| Uncariae Uncis Cum Ramulus              | gambier extract                              | 釣藤鈎    | チョウトウコウ   | diào gōu téng       | 釣鉤藤      | 钓钩藤      | Uncaria rhynchophylla               | 4     |
| Zanthoxyli Fructus                      | Japanese pepper tree fruit                   | 山椒      | サンショウ       | shān jiāo           | 山椒        | 山椒        | Zanthoxylum piperitum               | 2     |
| Zingiberis Rhizoma                      | fresh ginger rhizome                         | 生姜      | ショウキョウ     | shēng jiāng         | 生薑        | 生姜        | Zingiber officinale                 | 51    |
| Zingiberis Siccatum Rhizoma             | dried ginger rhizome                         | 乾姜      | カンキョウ       | gān jiāng           | 乾薑        | 干姜        | Zingiber officinale                 | 12    |
| Zizyphi Fructus                         | jujube fruit, Chinese date                   | 大棗      | タイソウ         | dà zǎo              | 大棗        | 大枣        | Ziziphus zizyphus                   | 39    |
| Zizyphi Spinosi Semen                   | jujube seed, Chinese date seed               | 酸棗仁    | サンソウニン     | suān zǎo rén        | 酸棗仁      | 酸枣仁      | Ziziphus zizyphus                   | 3     |

- Remarque 1 : ce caractère ne peut pas être affiché correctement sur un ordinateur. "庶" est généralement remplacé en chinois et en japonais. Le "灬" dans "庶" doit être remplacé par "虫".
- Remarque 2 : ce caractère ne peut pas être affiché correctement sur un ordinateur. "梨" est généralement remplacé en chinois. "梨" ou "藜" est généralement remplacé en japonais. Le "勿" dans "藜" doit être remplacé par "刂".